# Leichtathletik-Europameisterschaften 1978/Medaillenspiegel
Dies ist der Medaillenspiegel der Leichtathletik-Europameisterschaften 1978, welche vom 29. August bis zum 3. September im tschechoslowakischen Prag ausgetragen wurden. Bei identischer Medaillenbilanz sind die Länder auf dem gleichen Rang geführt und alphabetisch geordnet.
| Medaillenspiegel | Medaillenspiegel | Medaillenspiegel | Medaillenspiegel | Medaillenspiegel | Medaillenspiegel |
| Platz            | Land             | Gold             | Silber           | Bronze           | Gesamt           |
| ---------------- | ---------------- | ---------------- | ---------------- | ---------------- | ---------------- |
| 1                | UdSSR            | 13               | 11               | 11               | 35               |
| 2                | DDR              | 12               | 10               | 11               | 33               |
| 3                | BR Deutschland   | 4                | 2                | 1                | 7                |
| 4                | Italien          | 4                | 1                | –                | 5                |
| 5                | Polen            | 2                | 2                | 3                | 7                |
| 6                | Großbritannien   | 1                | 4                | 3                | 8                |
| 7                | Finnland         | 1                | 2                | 3                | 6                |
| 8                | Frankreich       | 1                | –                | 1                | 2                |
| 9                | Ungarn           | 1                | –                | –                | 1                |
| 9                | Spanien          | 1                | –                | –                | 1                |
| 11               | Tschechoslowakei | –                | 2                | 3                | 5                |
| 12               | Rumänien         | –                | 2                | –                | 2                |
| 13               | Schweiz          | –                | 1                | 1                | 2                |
| 14               | Irland           | –                | 1                | –                | 1                |
| 14               | Jugoslawien      | –                | 1                | –                | 1                |
| 14               | Schweden         | –                | 1                | –                | 1                |
| 17               | Belgien          | –                | –                | 1                | 1                |
| 17               | Bulgarien        | –                | –                | 1                | 1                |
| 17               | Norwegen         | –                | –                | 1                | 1                |
| Gesamt           | Gesamt           | 40               | 40               | 40               | 120              |